# Mammillaria meyranii
Mammillaria meyranii là một loài thực vật có hoa trong họ Cactaceae. Loài này được Bravo mô tả khoa học đầu tiên năm 1956.

## Hình ảnh

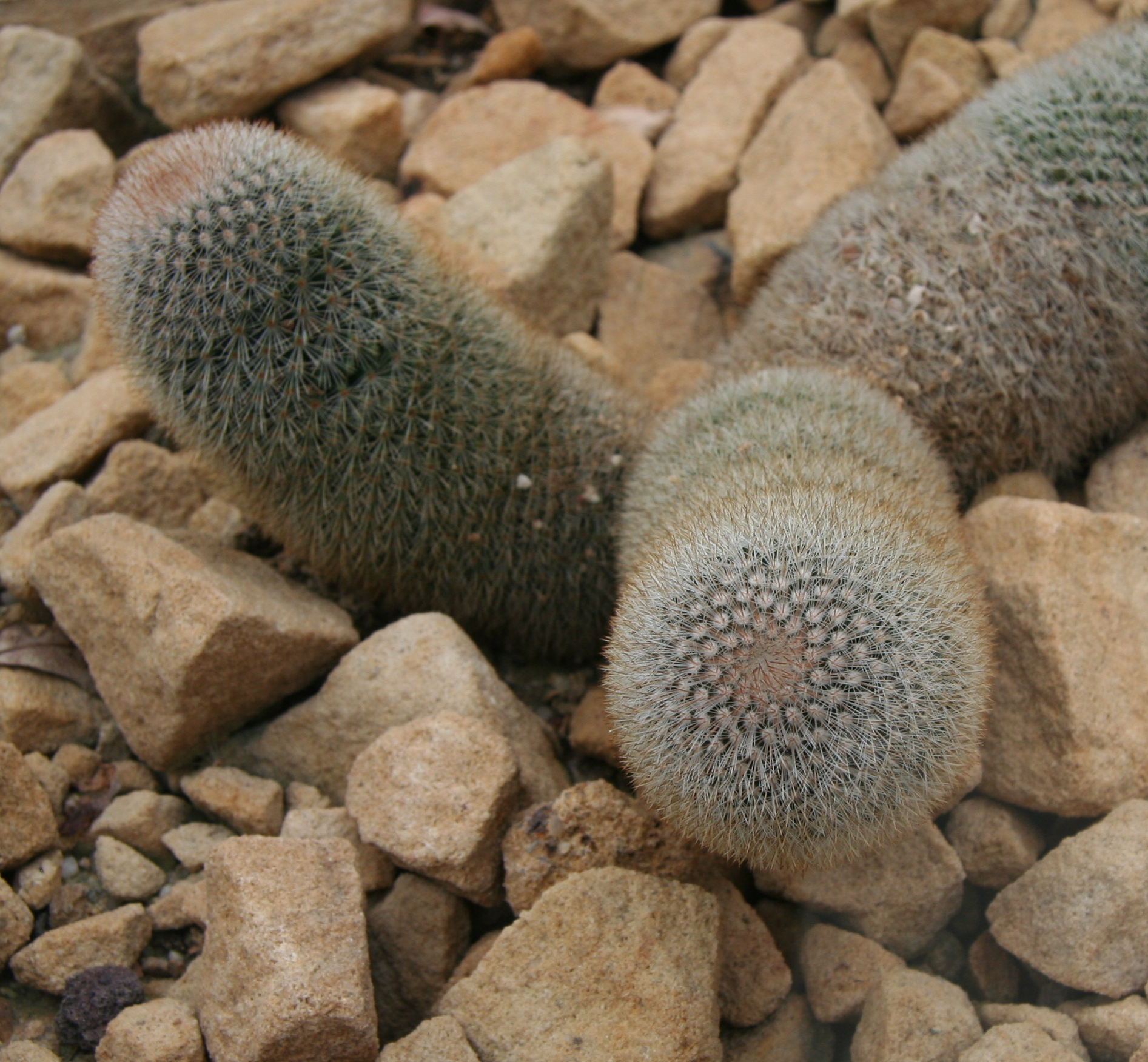